# Mołodiatycze
Mołodiatycze [pronunciación en polaco: /mɔwɔdjaˈtɨt͡ʂɛ/] es un pueblo ubicado en el distrito administrativo de Gmina Trzeszczany, dentro del Condado de Hrubieszów, Voivodato de Lublin, en Polonia oriental. Se encuentra aproximadamente a 3 kilómetros al oeste de Trzeszczany, a 13 kilómetros al oeste de Hrubieszów, y a 93 kilómetros al sureste de la capital regional Lublin.